# Teodoro (sátrapa)
Teodoro (em latim: Theodorus) foi um oficial do século VI, ativo sob o imperador Anastácio I (r. 491–518). Sátrapa de Sofanena, em 502, quando o xá Cavades I dirigiu seu exército para cercar a capital provincial de Martirópolis, ele e os locais renderam-a sem luta. Dado a isso, e por ter entregue a Cavades I o valor arrecadado em impostos durante 2 anos em Sofanena, Teodoro foi mantido como sátrapa da região.